# Tijdsperceptie

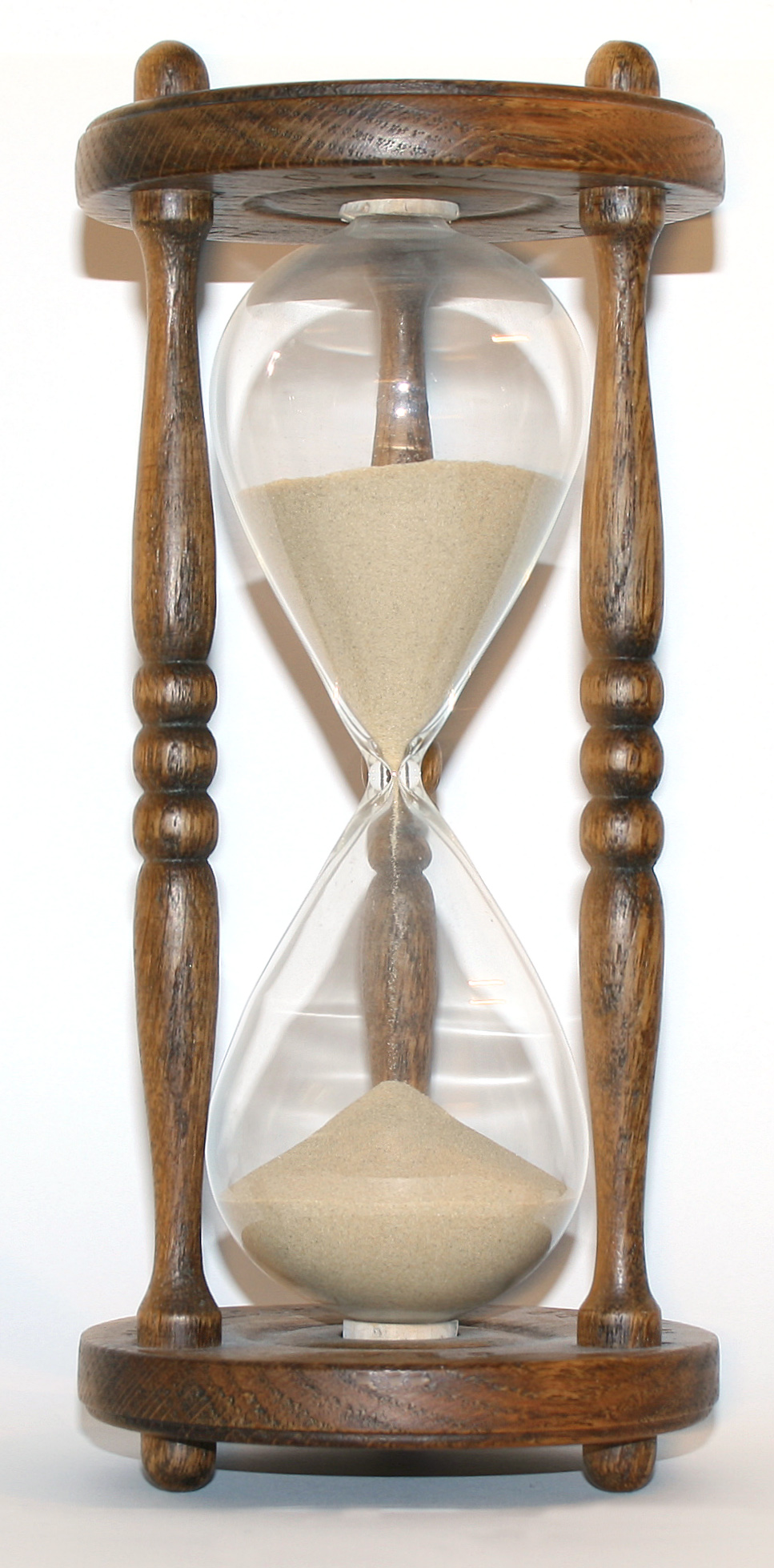
Een zandloper als instrument voor waarneming van tijd over een langere periode. Het geeft aan hoeveel tijd is verstreken, en hoeveel tijd er nog rest

Tijdsperceptie is een begrip uit de psychologie dat betrekking heeft op de manier waarop mensen tijd waarnemen.

## Wat is tijd?
De uitdrukking tijdsperceptie roept vragen op. Tijd als zodanig kunnen wij immers niet waarnemen, maar alleen afleiden uit veranderingen van bepaalde gebeurtenissen. Anders gezegd: gebeurtenissen zoals een bepaald geluid, of een beeld van de omgeving worden altijd waargenomen in een bepaalde volgorde of temporele context: iets komt na iets anders of een pianoakkoord duurt kort of lang. Dus net zoals objecten in de omgeving een bepaalde ruimtelijke relatie hebben (een vlinder zweeft boven een bloem) hebben gebeurtenissen in de omgeving een bepaalde temporele relatie: een donderslag komt na een bliksemflits.

## Algemeen
De waarneming van tijd, of meer algemeen: de timing van ons gedrag, is een nog vrijwel onontgonnen gebied in de psychologie. Er bestaat geen apart zintuig voor het waarnemen van tijd. Tijdsperceptie, of liever tijdsbeleving, lijkt eerder een afgeleide entiteit te zijn van onze bewuste ervaring. Tijdsperceptie is een complex proces waarbij niet alleen waarneming in engere zin, maar ook functies als (expliciet en impliciet) geheugen, aandacht en motoriek zijn betrokken. Zo vereist het bespelen van een instrument of uitvoeren van computerspelletjes een accurate perceptuele én motorische timing. Tijdsperceptie speelt ook een rol in onze tijdsbeleving: soms lijkt de tijd zeer snel en soms zeer langzaam te verlopen. In reactietijdexperimenten is aangetoond dat anticipatie of voorbereiding op voorspelbare gebeurtenissen een meer efficiënte verwerking van informatie c.q. snellere motorische reacties mogelijk maakt. Tijdsperceptie heeft soms het karakter van tijdsillusies: zoals bij het waarnemen en beoordelen van  de duur, volgorde en gelijktijdigheid van gebeurtenissen. 
Tijdsperceptie speelt ten slotte ook een rol bij een elementair leerproces als klassieke conditionering, waarbij het tijdsinterval tussen de onvoorwaardelijke en voorwaardelijke prikkel van cruciaal belang is. Deze vormen van tijdsperceptie blijken niet alleen bij mensen maar ook bij dieren voor te komen.

## Methoden
Onderzoek naar tijdsperceptie heeft gebruikgemaakt van methoden die de nauwkeurigheid (accuraatheid) meten van de waarneming van de tijd (zoals het schatten van de duur van tijdsintervallen tussen tonen), maar ook de nauwkeurigheid van het produceren van bewegingen (zoals bij tappen: het ritmisch tikken van de vinger). Mensen die goed zijn in het produceren van regelmatige ritmische bewegingen blijken doorgaans ook tijdsintervallen nauwkeuriger te kunnen schatten. Het laatste pleit dus voor eenzelfde centraal timingsmechanisme

## Modellen van tijdsperceptie

### Interne klok
Onderzoekers veronderstellen dat tijdsperceptie gebaseerd is op een centraal klok- of oscillatiemechanisme . Dit mechanisme zou niet alleen pulsen kunnen genereren, maar ook het aantal pulsen kunnen tellen en in het werkgeheugen opslaan. Bij het schatten van bijvoorbeeld de duur van een bepaalde tijdsperiode wordt het aantal opgeslagen pulsen vergeleken met een referentiewaarde in het langetermijngeheugen. Als er veel pulsen zijn opgeteld in de teller van de interne klok leidt dat tot de suggestie dat een periode lang heeft geduurd. Een belangrijk element in het klokmodel is dus de inhoud en omvang van het werkgeheugen. Zo blijken studenten met een grotere capaciteit van het werkgeheugen ook de periode waarin zij gewerkt hebben aan rekenopdrachten  langer te schatten dan studenten met een normaal werkgeheugen.. Uit onderzoek blijkt dat schizofrene patiënten eveneens de neiging hebben om de duur van tijdsintervallen te overschatten. Ook hier zou de veranderde tijdsperceptie kunnen berusten op een te snel lopen van de interne klok, en een verstoorde werking van het werkgeheugen.

### De filmcamera
Verwant aan het model van de interne klok is dat van een film- of videocamera, die beelden vastlegt in de vorm van een aantal beelden per seconde ('framerate'). Een hoge beeldsnelheid tijdens de opname leidt tot een tragere weergave bij het afspelen (en omgekeerd). Mogelijk wordt ook informatie uit de buitenwereld op een dergelijke manier  door ons werkgeheugen opgeslagen en gereproduceerd. Minder informatie per tijdseenheid (een lage beeldsnelheid) zou daarbij leiden tot een snellere, meer informatie per tijdseenheid (een hoge beeldsnelheid) tot een tragere tijdsperceptie. Emotionele gebeurtenissen zoals het beleven van een auto-ongeluk gaan mogelijk gepaard met een hoge activiteit en verwerkingssnelheid van de hersenen, en dus ook een opslag van veel informatie per tijdseenheid. Het gevolg hiervan zou kunnen zijn dat de tijdsbeleving van die periode is vertraagd : het is alsof in ons geheugen de beelden langzaam worden afgedraaid. Ook dit mechanisme suggereert een verband met het werkgeheugen: naarmate in een periode meer informatie in het geheugen wordt opgeslagen, versterkt het de suggestie dat deze periode langer heeft geduurd

## Tijdsperceptie en hersenen
Er is nogal wat onderzoek gedaan naar de mechanismen en structuren in de hersenen die ten grondslag liggen aan het waarnemen of schatten van tijd. Over de specifieke rol van deze structuren, en met name over de vraag of er één enkel neuraal substraat bestaat voor de diverse soorten van tijdsperceptie echter nog geen duidelijkheid. Neuropsychologisch onderzoek heeft aannemelijk gemaakt dat meerdere structuren in de hersenen (als het cerebellum, de thalamus, en de basale kernen maar ook hogere corticale structuren) bij de perceptie van tijd zijn betrokken. Mogelijk wijst dit er op dat bij tijdsperceptie meerdere mechanismen met een specifieke functie betrokken zijn die in verschillende hersengebieden zijn gesitueerd.
- Dieronderzoek.

Ratten blijken over een zeer goede tijdsperceptie te beschikken. Dit is vastgesteld in onderzoeken naar operante conditionering waarbij een beloning na specifieke tijdsintervallen werd gegeven. Sommigen van die onderzoeken laten zien dat ook bij ratten waarbij de hersenschors is verwijderd dit gedrag vrijwel intact blijft. Dit wijst erop dat tijdsperceptie bij ratten afhankelijk is van subcorticale mechanismen.
- Het timen van bewegingen

Volgens een fMRI-onderzoek bleek bij het produceren van tijdintervallen zoals bij ritmische bewegingen van een vinger vooral sprake te zijn van activiteit in de mediale premotorische schors en de thalamus.
- De rol van het cerebellum en de basale kernen

Volgens Ivry is het cerebellum vooral actief bij de waarneming van zeer korte tijdsintervallen in de orde van fracties van een seconde, en de basale kernen bij langere tijdsintervallen van meerdere seconden. De basale kernen zijn ook in verband gebracht met het mechanisme van de interne klok. Waarbij mogelijk nog een onderscheid kan worden gemaakt tussen een soort pacemakermechanisme in de substantia nigra en een opslagmechanisme in het striatum dorsale.
- Drugs en neurotransmitters

Stimulerende drugs leiden bij mensen en proefdieren als ratten tot een overschatten van tijdsintervallen, terwijl sederende drugs het tegenovergestelde effect hebben. Vermoedelijk worden deze effecten  in de hersenen teweeggebracht door neurotransmitters als noradrenaline en dopamine. Dopamine blijkt daarbij de tijdsperceptie (mogelijk via de basale kernen) te kunnen beïnvloeden. Dopamineagonisten (stoffen die de productie van dopamine versterken, zoals cocaïne) versnellen de tijdsklok, en dopamineantagonisten die de werking van dopamine afremmen, vertragen de tijdsklok. Het eerste leidt tot een vertraging van de subjectieve tijdsbeleving (de tijdsduur wordt overschat; 20 minuten lijkt wel een uur), het tweede tot een versnelling van de subjectieve tijdsbeleving (de tijdsduur wordt onderschat: een uur lijkt wel 20 minuten). Ook is aangetoond dat bij bepaalde patiënten waarbij de dopamineproductie is verminderd, zoals bij patiënten die lijden aan de ziekte van Parkinson de tijdsperceptie is veranderd. Tijdsintervallen worden daarbij subjectief korter geschat dan zij objectief zijn. Omdat dopamine ook projecties heeft naar de frontale cortex, kunnen ook deze hogere gebieden in de hersenen bij tijdsperceptie betrokken zijn.
- Dynamisch netwerk

Een fMRI-onderzoek van Rao e.a. suggereert dat aan verschillende aspecten van tijdsperceptie een dynamisch netwerk van verbindingen tussen corticale en subcorticale gebieden in de hersenen ten grondslag ligt. De gebieden zouden volgens auteurs met verschillende deelcomponenten van tijdsperceptie samenhangen, namelijk een mechanisme voor tijdswaarneming (basale kernen, mogelijk de eerder genoemed interne klok), aandacht (rechter pariëtale schors) en het werkgeheugen (rechter dorsolaterale prefrontale schors).

## Tijdsbeleving over langere perioden
Het meeste onderzoek naar tijdsperceptie heeft betrekking op de vraag hoe mensen tijd schatten of ervaren over relatief korte perioden van bijvoorbeeld seconden, minuten of uren. Tijdsbeleving kan ook betrekking hebben op hoe mensen tijd beleven over het verloop van meerdere jaren, dus binnen de menselijke levensloop.
- Fouten in de herinnering van gebeurtenissen

Als mensen gevraagd wordt aan te geven wanneer bepaalde gebeurtenissen in de tijd hebben plaatsgevonden, worden er twee soorten fouten gemaakt. Gebeurtenissen die vrij recent hebben plaatsgevonden worden eerder (verderweg in de tijd) geschat, en gebeurtenissen die lang geleden hebben plaatsgevonden worden later (dichterbij in de tijd) geschat. Het lijkt alsof de verrekijker of telescoop in de tijd niet goed is ingesteld, vandaar de benaming 'telescopische fouten'. Verderweg schatten heet ook wel backward telescoping en dichterbij schatten forward telescoping.
- Tijdsbeleving bij het ouder worden

Vaak hoort men dan de uitspraak 'het lijkt of de tijd sneller gaat naarmate men ouder wordt'. Een periode van 5 jaar lijkt voor een 60-jarige voorbij te zijn gevlogen, maar kan voor een tiener eindeloos lang hebben geduurd. Mogelijk is ook dit toe te schrijven aan de biologische (of hersen-) klok, die bij het ouder worden langzamer gaat draaien. Een vertraging van de tijdsklok gaat immers gepaard met een versnelling van de subjectieve tijdsbeleving: een jaar lijkt dan bijvoorbeeld maar een maand te duren. Een andere factor kan met de werking van het geheugen te maken hebben. Bij het ouder worden treden nieuwe gebeurtenissen minder vaak op, of worden - als zij zich voordoen - minder goed in de hersenen opgeslagen. Dit doet denken aan een filmcamera die beelden met een lagere snelheid opneemt. Dit kan gepaard gaan met de subjectieve indruk dat een periode sneller voorbij is gegaan of dat feiten en gebeurtenissen uit vroegere perioden van het leven dichterbij zijn gekomen.